# Partido judicial
Il partido judicial è una unità territoriale politico-amministrativa spagnola che raggruppa più comuni limitrofi nell'ambito di una stessa provincia.

## Storia
Fu introdotta nel 1834 e più tardi costituì la base per i distretti contributivi ed elettorali. Nel 1868 esistevano 463 partidos judiciales che raggruppavano circa 8.000 comuni.
Nell'ambito del partido judicial, il comune più grande o con la maggiore attività burocratica e legale è denominato capoluogo del partido judicial; in questa sede sono concentrate le funzioni di amministrazione della giustizia di primo grado, quelle contributive, educative, la leva militare, il pubblico registro e l'ufficio elettorale.
Il partido judicial si basa su un concetto diverso da quello di Comarca che è più un raggruppamento di località geografiche che politico-amministrativo.
Gli stemmi provinciali usati dalle Deputazioni provinciali normalmente sono quelli dei capoluoghi dei partidos judiciales e al centro hanno lo stemma del capoluogo della provincia.